# Carcinops assimilis
Carcinops assimilis är en skalbaggsart som beskrevs av Wenzel 1944. Carcinops assimilis ingår i släktet Carcinops och familjen stumpbaggar. Inga underarter finns listade i Catalogue of Life.